# 芳村
芳村位于中国广州市西南部，珠江西岸，水陆交通方便，是广州西南部出口必经之地。中华人民共和国成立后，廣州市多次在此建立与撤销芳村区，最近一次从2005年5月起，将其并入荔湾区。

## 名稱
该地原是荒凉的小岛，北宋初年陆续有人自南海、番禺等地到此聚居，以捕鱼为生，称之荒村。后来居民种植花木，至明末清初，已花果遍地，遂改称芳村（「荒村」与「芳村」在粤语中同音）。
芳村向来以花卉栽培而著称，这里有1700多年的种花历史，是岭南盆景的发祥地。所以芳村的另一古称就是「花埭（通花地）」，埭有堤坝的意思，字面理解就是花的堤堰。古代的花地涵盖了原芳村区芳村街的一大片，明清说的「花地」其实就是指整个芳村。

## 歷史
芳村原是一片古海。秦始皇三十三年（前214年），芳村地区属南海郡。至明朝洪武二年（1369年），芳村分属番禺县、南海县管理。民国26年（1937年），芳村陆续划归广州市。
光绪三十二年（1906），广州东堤一带兴建长堤马路之后不久，祖籍广东新宁（今台山）的侨商黄景棠以“家族合资”的形式，购置芳村白鹅潭边大沙地、二沙地的大片地皮，在芳村上冲（今珠江隧道口）至芳村下冲（今芳村轮渡码头）兴建长一公里有多的石砌长堤，据说建造时还以铅汁灌缝。由于芳村长堤的建成，广州城市出现了以白鹅潭为中心，荔湾、芳村、河南三足鼎立的格局。芳村的城市建设随芳村长堤向纵深发展。

## 典故
另外，廣州著名的芳村惠愛醫癲院（俗稱芳村精神病院，現已改名為「廣州市腦科醫院」）就位於芳村，從建院至今芳村惠愛醫癲院已經有超過一百年的歷史。其俗稱的簡稱「芳村」在廣州粵語中已成為「精神病院」之代名詞。